# えんどうてつや
えんどう てつや（1960年9月7日 - ）は、日本の男性アニメーター、アニメ演出家・監督、脚本家、音響監督。旧名は遠藤 徹哉（読み同じ）。フリー。日本映画監督協会会員。

## 経歴
東京都生まれ。東京都立深川高等学校卒業後、グリーン・ボックスに入社して動画を担当するアニメーターとなる。同社倒産後、プロダクション・ルーズに演出助手として入社。1983年の『ゴッドマジンガー』の第2話「選ばれし者の定め」で初演出。1991年の『ジャンケンマン』にて初監督。
ひらがな表記は、1994年の『超くせになりそう』からとなる。
『花の魔法使いマリーベル』・『超くせになりそう』・『Master of Epic The Animation Age』でミュージカル形式を用いた演出をする等、音楽を効果的に使用する事が得意で、作詞も手がけている。
2007年の『Master of Epic The Animation Age』ではほぼ全ての回で脚本・絵コンテ・演出の何れかを手がけた。

## 参加作品

### テレビアニメ
時期不明
- 忍者ハットリくん（時期不明 - 1987年、絵コンテ・演出）

1984年
- ゴッドマジンガー（絵コンテ・演出）
- GALACTIC PATROL レンズマン（1984年 - 1985年、絵コンテ・演出）

1985年
- オバケのQ太郎（1985年 - 1987年、絵コンテ・演出）

1987年
- ウルトラB（1987年 - 1989年、絵コンテ・演出）

1988年
- 鉄拳チンミ（絵コンテ・演出）
- F（演出）
- 美味しんぼ（1988年 - 1992年、絵コンテ・演出）

1989年
- らんま1/2  熱闘編（1989年 - 1992年、絵コンテ・演出）

1991年
- ジャンケンマン（1991年 - 1992年、監督・脚本・絵コンテ・演出・作詞）

1992年
- 花の魔法使いマリーベル（1992年 - 1993年、監督・脚本・絵コンテ・演出・作詞）

1993年
- 剣勇伝説YAIBA（1993年 - 1994年、絵コンテ・演出）

1994年
- 超くせになりそう（1994年 - 1995年、監督・絵コンテ・作詞）

1995年
- 恐竜冒険記ジュラトリッパー（絵コンテ・演出）
- モジャ公（1995年 - 1997年、監督・シリーズ構成・脚本・絵コンテ・作詞）

1996年
- こちら葛飾区亀有公園前派出所（1996年 - 2004年、絵コンテ）

1997年
- HARELUYA II BØY（絵コンテ）
- 聖ルミナス女学院 (絵コンテ）

1998年
- おじゃる丸（1998年 - 、絵コンテ・演出）
- スーパードール★リカちゃん（絵コンテ）

1999年
- 神八剣伝（絵コンテ）
- 小さな巨人 ミクロマン（絵コンテ）
- 宇宙海賊ミトの大冒険2人の女王様（演出）
- ぐるぐるタウンはなまるくん（1999年 - 2001年、絵コンテ・演出）

2000年
- ブギーポップは笑わない Boogiepop Phantom（絵コンテ）
- 六門天外モンコレナイト（絵コンテ）

2001年
- ヒカルの碁（2001年 - 2003年、監督・絵コンテ・演出）
- 超GALS!寿蘭（2001年 - 2002年、絵コンテ・演出）

2002年
- 七人のナナ（絵コンテ・演出）

2003年
- キノの旅（演出）
- 最遊記RELOAD（2003年 - 2004年、監督・シリーズ構成・脚本・絵コンテ・演出・音響監督）

2004年
- ヒカルの碁 SP 北斗杯への道（監督・脚本・絵コンテ・演出） ※脚本は横手美智子と共同執筆
- 最遊記RELOAD GUNLOCK（監督・シリーズ構成・脚本・絵コンテ・演出・音響監督）
- BLEACH（2004年 - 2012年、絵コンテ）

2005年
- 魔法先生ネギま!（絵コンテ・演出）
- ぺとぺとさん（絵コンテ・演出）
- 機動新撰組 萌えよ剣 TV（絵コンテ・演出）
- ラムネ（絵コンテ・演出）

2006年
- 鍵姫物語 永久アリス輪舞曲（絵コンテ）

2007年
- Master of Epic The Animation Age（監督・シリーズ構成・脚本・絵コンテ・演出・作詞・音響監督）
- 鋼鉄三国志（総監督）
- ムシウタ（演出）
- D.C.II 〜ダ・カーポII〜（絵コンテ・演出）
- ONE PIECE（2007年 - 、絵コンテ・演出）

2008年
- H2O -FOOTPRINTS IN THE SAND-（絵コンテ）
- D.C.II S.S. 〜ダ・カーポII セカンドシーズン〜（絵コンテ・演出）
- 我が家のお稲荷さま。（絵コンテ）

2009年
- みなみけ おかえり（絵コンテ・演出）

2010年
- デジモンクロスウォーズ（2010年 - 2011年、シリーズディレクター・絵コンテ・演出）
- 黒執事II（演出）

2011年
- デジモンクロスウォーズ 〜悪のデスジェネラルと七つの王国〜（シリーズディレクター・絵コンテ・演出）
- トリコ（2011年 - 2014年、絵コンテ・演出）

2013年
- 勇者になれなかった俺はしぶしぶ就職を決意しました。（演出）

2014年
- ソウルイーターノット!（演出）
- FAIRY TAIL（2014年 - 2016年、演出）

2016年
- DAYS（演出）

2017年
- ガヴリールドロップアウト（演出）

2018年
- ONE PIECE エピソードオブ空島（監督）

2020年
- ARP Backstage Pass（監督・脚本・絵コンテ）

2021年
- バクテン!!（演出）

2022年
- デジモンゴーストゲーム（絵コンテ）

2023年
- 便利屋斎藤さん、異世界に行く（絵コンテ）
- 魔法使いの嫁（絵コンテ・演出）
- 勇者が死んだ!（演出）
- まついぬ（監督・シリーズ構成・脚本・絵コンテ・作詞）
- ライザのアトリエ 〜常闇の女王と秘密の隠れ家〜（絵コンテ・演出）
- るろうに剣心 -明治剣客浪漫譚- (2023)（演出）

### 劇場アニメ
1988年
- となりのトトロ（演出助手）

1992年
- 花の魔法使いマリーベル フェニックスのかぎ（監督・脚本・絵コンテ・演出・作詞）

1997年
- チャイニーズ・ゴースト・ストーリー スーシン（日本側ディレクター・絵コンテ）

1998年
- ウルトラマンM78劇場 Love & Peace（絵コンテ）

2001年
- シャム猫 -ファーストミッション-（絵コンテ）

2006年
- 劇場版ポケットモンスター アドバンスジェネレーション ポケモンレンジャーと蒼海の王子 マナフィ（演出）

2009年
- ONE PIECE FILM STRONG WORLD（絵コンテ）

### OVA
1991年
- 柔道部物語1（絵コンテ・演出）
- 一本包丁満太郎（絵コンテ）

1992年
- ジャンケンマン 怪獣大決戦（監督・脚本・絵コンテ・演出・作詞）

1993年
- マリーベルの交通安全（監督・脚本）
- マリーベルの火の用心 ～グラッときたらどうする～（監督・脚本）

1999年
- ヴァイスクロイツ（OPED演出）

2001年
- ふしぎ遊戯外伝 永光伝（演出）

### ゲーム
- TWISTY NIGHT #1-3（1994年 - 1995年、監督・脚本・絵コンテ）
- serial experiments lain BOOTLEG（1999年、監督・絵コンテ・演出）